# 马丁·多克托尔
马丁·多克托尔（捷克語：Martin Doktor，1974年5月21日—），捷克男子皮划艇运动员。他曾代表捷克参加1996年、2000年和2004年夏季奥林匹克运动会皮划艇比赛，获得二枚金牌。